# Общественность
Обще́ственность — это одно или несколько физических или юридических лиц, с кем социальная организация вступает в контакт как внутри (служащие, сотрудники, работники, акционеры, члены общественных организаций и тому подобное), так и за её пределами (избиратели, налогоплательщики, местные жители, социальные заказчики, партнёры, потребители и тому подобное). 
К общественности не относятся лица или организации, которые формально отвечают за принятие решений, направленных на получение какого-то результата.
Такие как:
- административные власти;
- органы судебной власти;
- организации или лица, ответственные за разработку законодательства и введение его в силу;
- инициатор деятельности, его подрядчики и субподрядчики;
- другие организации, которые отвечают за принятие решений, цель которых достижение определённого результата, как это определено действующим законодательством или соглашениями.

Для обозначения общественности в юридической литературе используется достаточно широкий синонимический ряд терминов. В частности, учёными и экспертами наряду с понятием «общественность» употребляются такие понятия как «представители общественности», «все заинтересованные лица», «граждане», «общественные организации», «общественные институты», «широкие слои населения» и «народ».